# Книга браней Господних
Книга браней Господних (ивр. סֵפֶר מִלְחֲמֹת יהוה‎; Книга войн Яхве) — утраченная древнееврейская книга, упоминаемая в Ветхом Завете, в Книге Чисел: 

Потому и сказано в книге браней Господних: Вагеб в Суфе и потоки Арнона, и верховье потоков, которое склоняется к Шебет-Ару и прилегает к пределам Моава. Отсюда к Беэр; это тот колодезь, о котором Господь сказал Моисею: собери народ, и дам им воды.— Чис. 21:14-16
Предполагается, что подобно утраченной Книге Праведного, это мог быть сборник победных песней или прозаическое описание побед еврейских племён.